# Suzuki Masahito
Masahito Suzuki (sinh ngày 28 tháng 4 năm 1977) là một cầu thủ bóng đá người Nhật Bản.

## Sự nghiệp câu lạc bộ
Masahito Suzuki đã từng chơi cho Shonan Bellmare, Cerezo Osaka và Tokushima Vortis.